# Мальтийская капелла
Мальтийская капелла — католическая церковь ордена мальтийских рыцарей, построенная Джакомо Кваренги в конце XVIII века. Капелла входит в архитектурный комплекс Воронцовского дворца в Санкт-Петербурге (пристроена к главному корпусу дворца со стороны сада).

## История
Воронцовский дворец был возведён архитектором Б. Ф. Растрелли в 1749—1757 годах для канцлера графа М. И. Воронцова. Строительство и отделка дворца потребовали столь больших капиталовложений, что в 1763 году граф Воронцов за долги был вынужден уступить его российской казне. До 1770 года здание пустовало, а позже стало использоваться как гостевой дом. В разное время дворец занимали принц Генрих Прусский, принц Нассау-Зиген и граф И. А. Остерман. После восшествия на престол Павла I и принятия им титула протектора, а затем и Великого Магистра Мальтийского ордена Воронцовский дворец был предоставлен мальтийским рыцарям, которые были вынуждены искать убежища после захвата Наполеоном Бонапартом острова Мальта в 1798 году.
В 1798—1800 годах придворный архитектор Джакомо Кваренги пристроил к главному корпусу Воронцовского дворца Мальтийскую капеллу (часовню). 17 июня 1800 года архиепископ Могилёвский Станислав Сестренцевич освятил церковь.
После смерти Павла I его преемник Александр I отказался от звания Великого Магистра ордена, сохранив титул его протектора. В 1803 году Александр I сложил с себя звание протектора, а в 1817 году было объявлено, что «орден в Российской империи более не существует».
C 1810 по 1918 год в Воронцовском дворце размещался Пажеский корпус. Мальтийская капелла была сохранена как католический храм и открыта для посещений сотрудниками посольств и миссий, а также членов императорской фамилии.
В 1853 году здесь был погребён попечитель церкви герцог Лейхтенбергский, зять императора Николая I и самый высокопоставленный католик России. В заалтарной части капеллы был пристроен придел, под которым был устроен склеп. По воле супруги герцога, великой княгини Марии Николаевны, в приделе был воссоздан интерьер домовой молельной герцога, находившейся в Мариинском дворце.

## Капелла в XX и XXI веке
После Октябрьской революции в Воронцовском дворце разместилась Первая Петроградская пехотная школа командного состава РККА, на базе которой в 1937 году образовалось Ленинградское пехотное училище имени С. М. Кирова. В 1955 году здесь же разместилось образованное уже на базе училища имени Кирова Суворовское военное училище. C 1928 года здание Мальтийской капеллы использовалось перечисленными учебными заведениями как клуб. Большая часть предметов интерьера капеллы и церковной утвари была передана музеям города.
В Мальтийской капелле неоднократно проводились ремонтные и реставрационные работы. Последняя реставрация церкви произведена под руководством архитектора С. В. Самусенко в 1986—1998 годах. В конце 2002 года в капелле, отреставрированной по инициативе начальника Суворовского училища генерала В. Н. Скоблова, открылся Музей истории кадетских корпусов России.
Также Мальтийская капелла используется как концертный зал, в котором регулярно звучит органная музыка. Орган немецкой фирмы «Walcker» был установлен в капелле в 1909 году, а в 1927 году передан Малому театру оперы и балета. После восстановления здания Мальтийской капеллы в 1998 году КГИОП принял решение отреставрировать орган и перенести его на прежнее место. Перенос органа состоялся в ноябре 2004 года, а в декабре того же года инструмент был отправлен на реставрацию в Эстонию. Официальное торжественное открытие органа в присутствии губернатора Санкт-Петербурга Валентины Матвиенко и экс-президента Республики Мальта Гвидо де Марко состоялось 20 января 2006 года.

## Архитектура и убранство

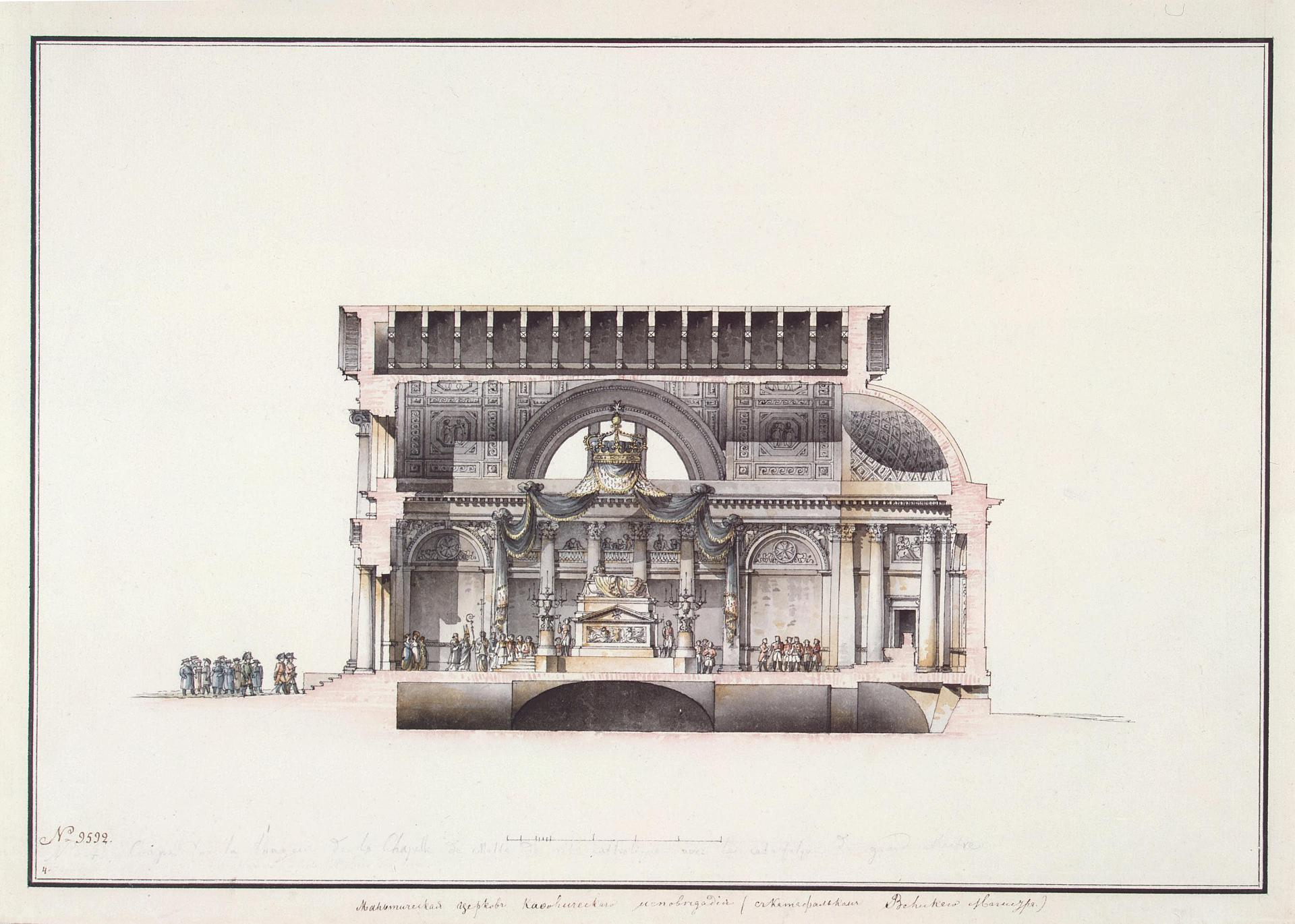
Продольный разрез капеллы по главной оси с изображением катафалка Павла I. Рисунок Джакомо Кваренги

Храм имеет форму прямоугольника с цилиндрическим сводом. Два ряда колонн из искусственного мрамора делят внутреннее пространство капеллы на три нефа. Над боковыми нефами устроены хоры. Плоскости стен обогащены декоративными арками, скульптурами ангелов, мальтийскими крестами и гипсовыми гирляндами. Плафон церкви состоит из полуциркульных коробовых сводов, покрытых росписью, состоящей из растительных орнаментов и розеток, и гипсовыми гирляндами.
Алтарная часть представляет собой апсиду с колоннами, расположенными вплотную к стенам. В центре находится мраморный алтарь, за которым находился запрестольный образ Иоанна Крестителя (святого покровителя Мальтийского ордена) работы А. И. Шарлеманя, созданный художником в 1861 году. Справа от алтаря под балдахином стояло малиновое бархатное кресло гроссмейстера ордена. Слева под мраморной доской с надписью об основании и торжественном освящении церкви — кресло епископа и несколько табуретов. Здесь же перед алтарной преградой находились скамьи для посольства с бархатными подушками. В средней части зала находились 14 деревянных скамей с подушками, обтянутыми красным сукном.
Запрестольный образ находился в Мальтийской капелле до 1928 года, потом был передан в Музей религии и атеизма, а оттуда в 1932 году попал в Русский музей. Полотно хранилось в фондах Русского музея без подрамника и рамы, намотанным на барабан, в результате чего получило многочисленные повреждения. В феврале 2006 года руководство Русского музея приняло решение о передаче запрестольного образа в Мальтийскую капеллу на временное хранение. Реставрация полотна проводилось в мастерских Военно-исторического музея артиллерии, инженерных войск и войск связи. В сентябре 2007 года образ был возвращён на своё историческое место.

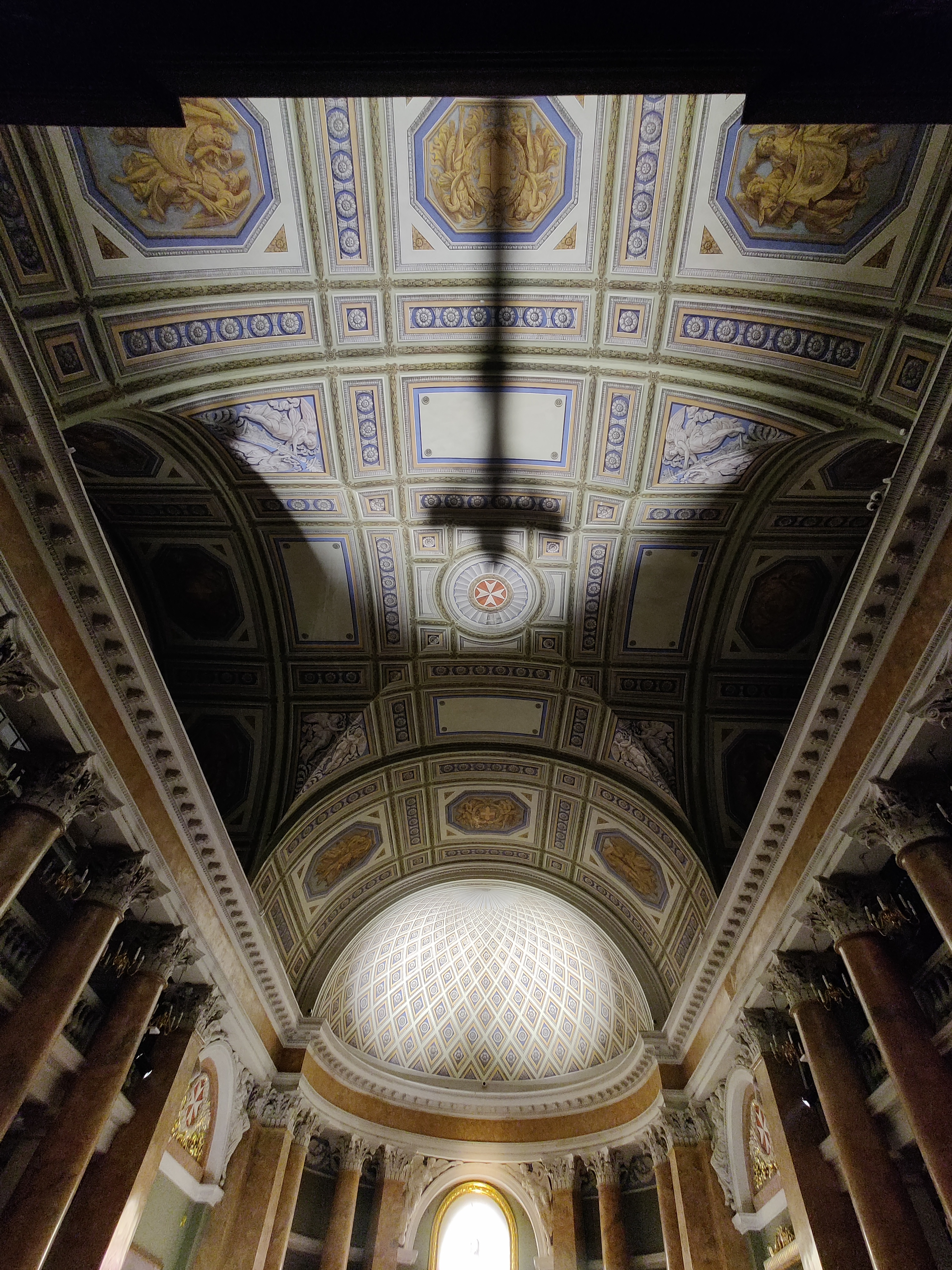
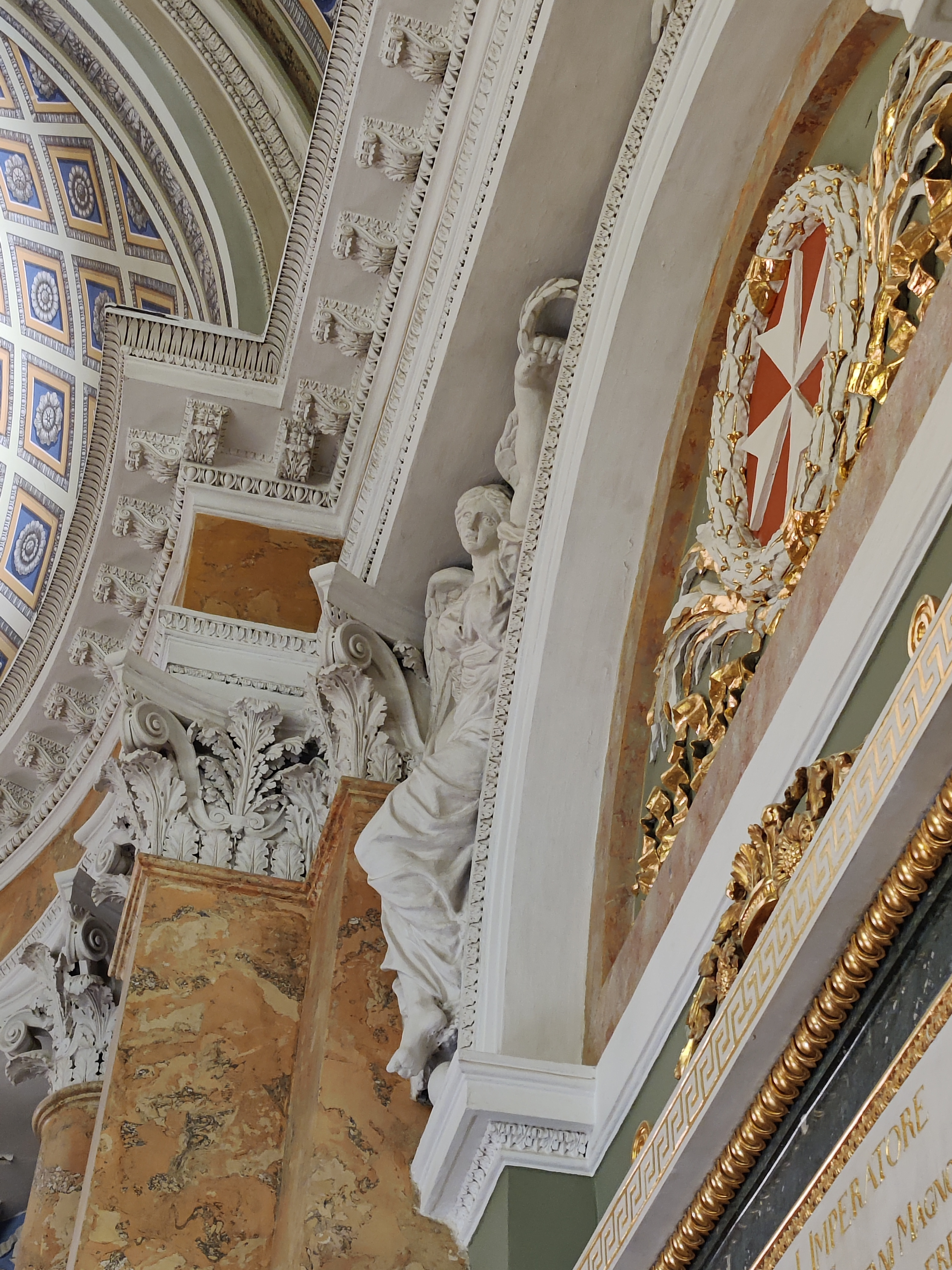
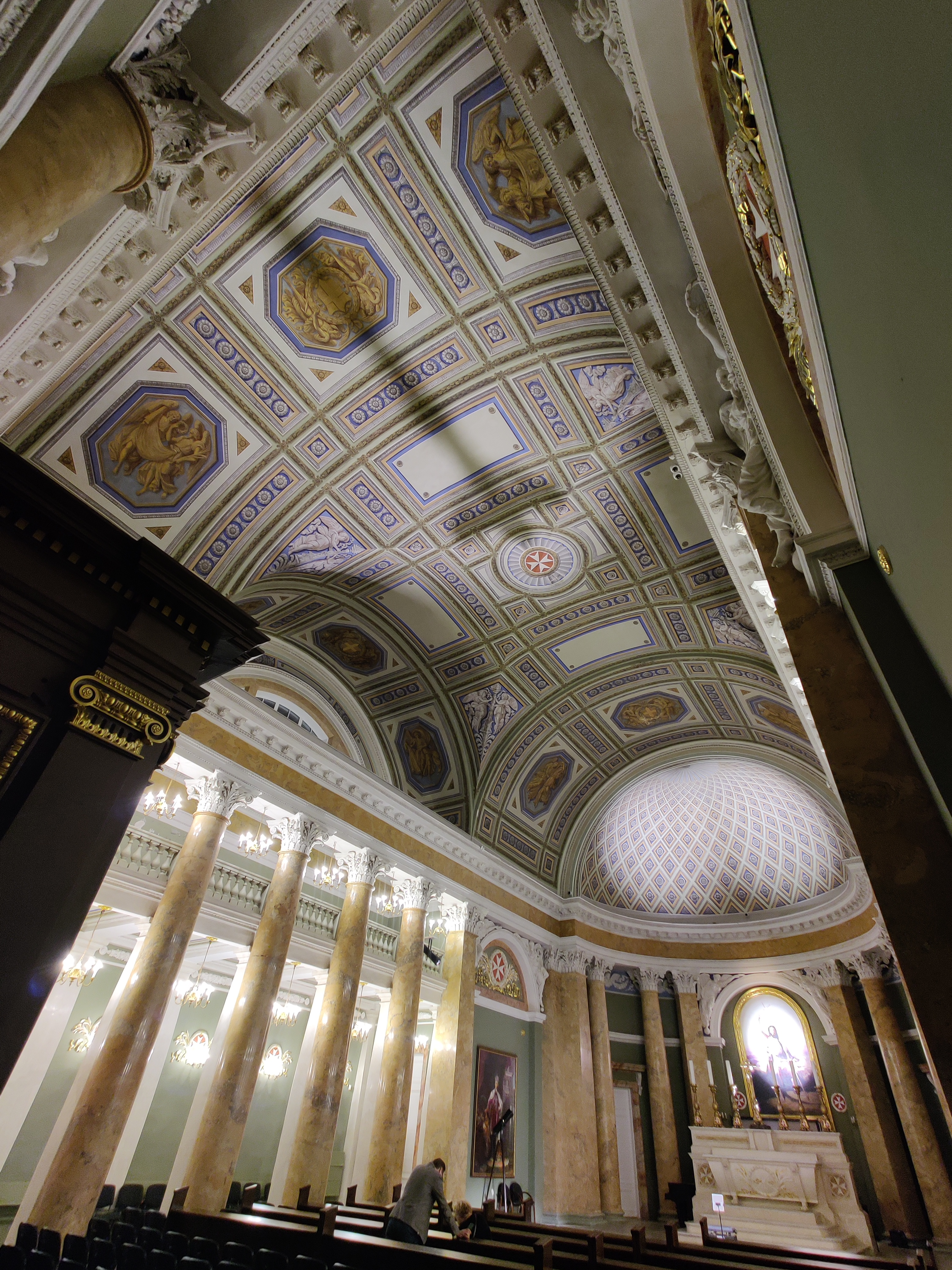
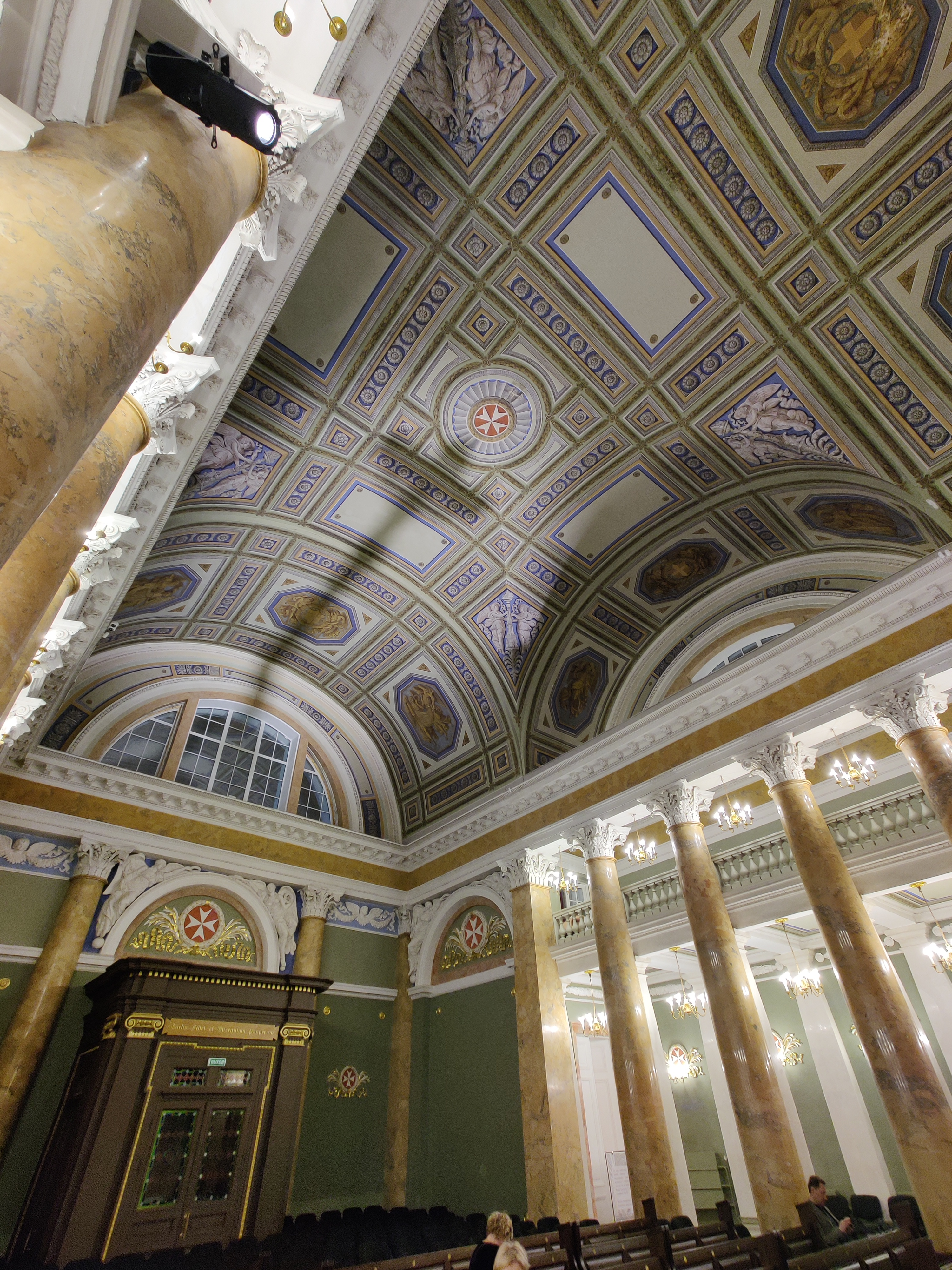
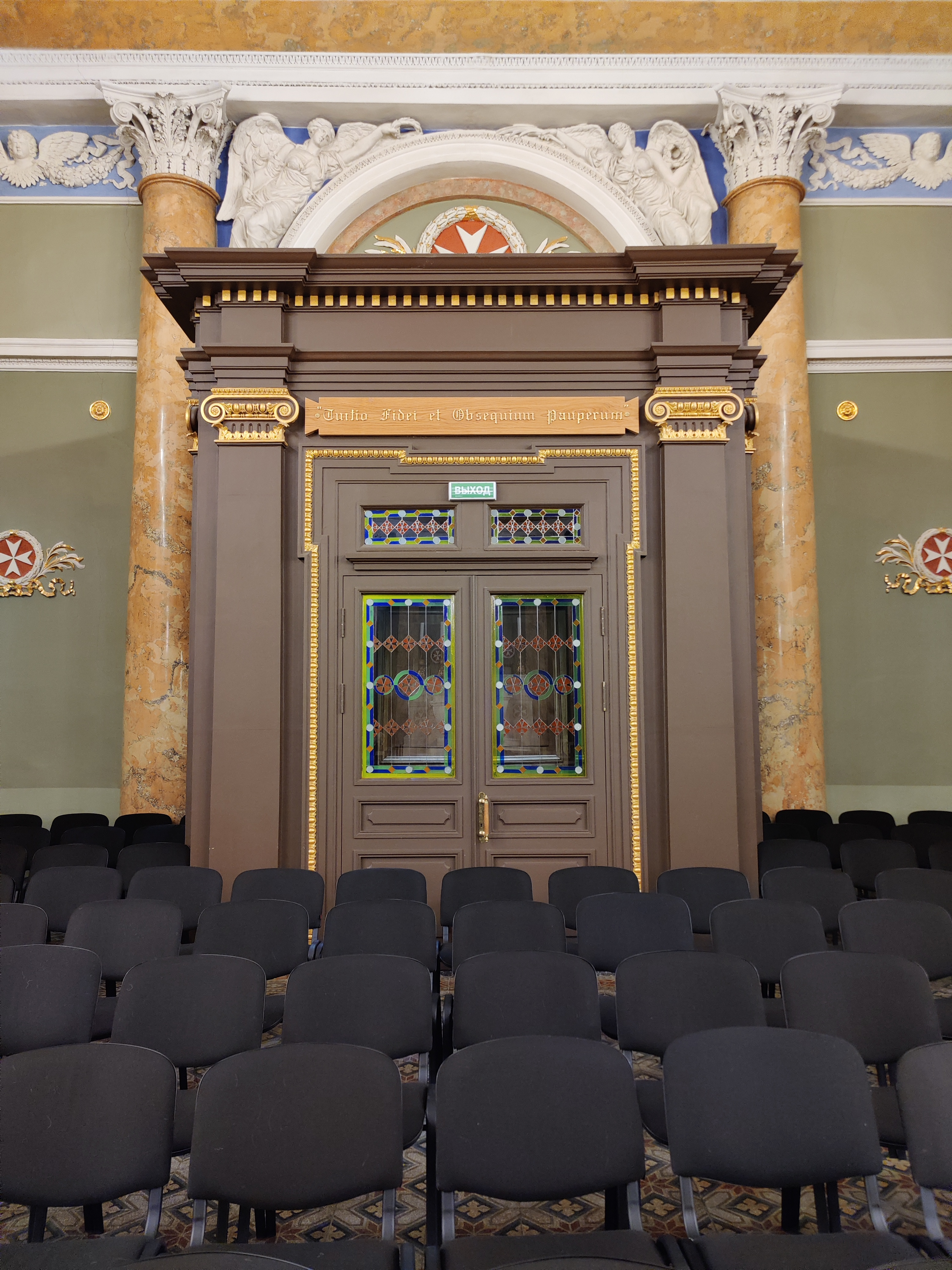
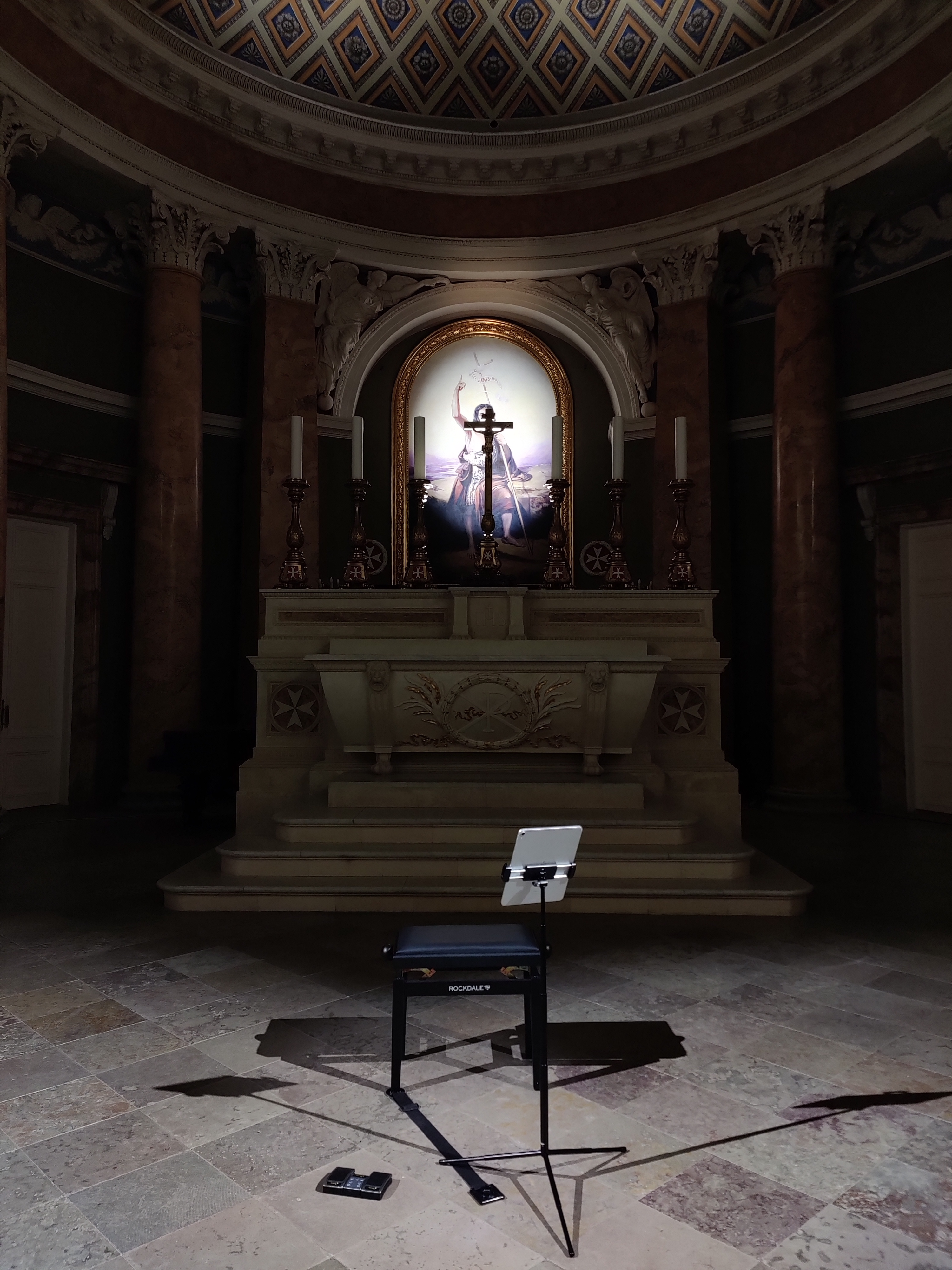